# Kewpie Morgan
Pour les articles homonymes, voir Morgan.
Horace Allen Morgan, connu sous le nom de scène Kewpie Morgan (né le 1er février 1892 à Anna, au Texas et mort le 24 septembre 1956  dans le Comté de Collin, au Texas) est un acteur, réalisateur et scénariste américain.

## Filmographie

### Comme acteur
- 1915 : Teasing a Tornado de Romaine Fielding
- 1915 : Advertising Did It de Romaine Fielding
- 1916 : He Became a Regular Fellow de Roy Clements
- 1916 : Wanted: A Home de  Phillips Smalley et Lois Weber : Cal Morgan
- 1916 : A Capable Lady Cook de Wallace Beery
- 1917 : What the ---? de William Beaudine
- 1917 : What a Clue Will Do de Louis Chaudet
- 1917 : One Wild Night de Henry MacRae
- 1917 : Dropped from the Clouds de Henry MacRae
- 1917 : A Pirate Bold de Robert Dillon
- 1917 : Jungle Treachery de Rex Hodge et W.B. Pearson
- 1917 : The Lure of the Circus de W.B. Pearson
- 1917 : Rainstorms and Brainstorms de Craig Hutchinson
- 1917 : Caught in the Draft de Craig Hutchinson
- 1918 : At Sword's Points
- 1918 : The Border Legion : Gorilla Gulden
- 1919 : Hell-Roarin' Reform : Bartender
- 1919 : A Beach Nut
- 1919 : L'Instinct qui veille (Back to God's Country) : Bully in Bar Who Shoots Chinaman
- 1920 : The Cup of Fury : Jake
- 1920 : Merely Mary Ann : Drunkard
- 1920 : Drag Harlan : Red Linton
- 1920 : The Heart Snatcher de Roy Del Ruth
- 1920 : His Noisy Still
- 1920 : The Scuttlers : The Cook
- 1921 : A Small Town Idol : Bit Role
- 1921 : Love and Doughnuts
- 1921 : By Heck
- 1921 : Be Reasonable : Cop
- 1922 : On Patrol
- 1922 : Step Forward
- 1922 : Gymnasium Jim
- 1922 : When Summer Comes
- 1923 : Nip and Tuck
- 1923 : Pitfalls of a Big City
- 1923 : Skylarking
- 1923 : Les Trois Âges (Three Ages) : The Emperor, Cave Man, Roman Thug
- 1923 : Asleep at the Switch
- 1923 : One Cylinder Love
- 1923 : The Daredevil
- 1924 : Picking Peaches
- 1924 : The Half-Back of Notre Dame
- 1924 : Sherlock, Jr. : Conspirator
- 1924 : Stupid, But Brave
- 1924 : Just a Good Guy : Landlord
- 1925 : Skinners in Silk
- 1925 : Sneezing Beezers
- 1925 : Butter Fingers
- 1925 : From Rags to Britches
- 1926 : Whispering Whiskers
- 1926 : Trimmed in Gold : Cactus Cal
- 1926 : Circus Today : Ring Master
- 1926 : Wandering Willies : 'Rough' Rufus
- 1926 : Hayfoot, Strawfoot?
- 1926 : Muscle Bound Music
- 1926 : Ice Cold Cocos
- 1926 : Crazy Like a Fox : Rotund conductor
- 1926 : Love's Last Laugh
- 1926 : The Better 'Ole : Gen. Stein
- 1926 : Atta Boy
- 1927 : Spuds : Sergeant
- 1927 : The Missing Link : Baggage Master
- 1927 : Finnegan's Ball : juge Morgan
- 1927 : Flying Luck : The Sergeant
- 1928 : Say Ah-h!
- 1928 : Beggars of Life : Skinny
- 1928 : The Spieler : Butch
- 1929 : Square Shoulders (en) de E. Mason Hopper : Delicate Don
- 1929 : The Aviator : Sam Robinson
- 1930 : Le Chant du Bandit (The Rogue Song) : Frolov
- 1930 : Dance with Me
- 1931 : Other Men's Women de William A. Wellman : Railroad worker
- 1931 : False Roomers
- 1933 : On Ice
- 1934 : Cockeyed Cavaliers : Andrew, the Jailer
- 1934 : Il était une bergère (Babes in Toyland) : Old King Cole
- 1936 : The Count Takes the Count
- 1936 : A Son Comes Home (en) d'Ewald André Dupont : Musician
- 1936 : Nick, Gentleman détective (After the Thin Man) : Boyfriend of Girl Standing on Hands

### Comme réalisateur
- 1918 : George Robey's Day Off (+ scénariste)